# Puiselet-le-Marais
Puiselet-le-Marais är en kommun i departementet Essonne i regionen Île-de-France i norra Frankrike. Kommunen ligger i kantonen Étampes som tillhör arrondissementet Étampes. År 2022 hade Puiselet-le-Marais 261 invånare.

## Befolkningsutveckling
Antalet invånare i kommunen Puiselet-le-Marais
| Referens: INSEE |